# Radenthein
Radenthein (słoweń. Radenče) – miasto w Austrii, w kraju związkowym Karyntia, w powiecie Spittal an der Drau. Liczy 5951 mieszkańców. 
W mieście rozwinął się przemysł metalowy, odzieżowy, spożywczy oraz drzewny.

## Współpraca
Miejscowości partnerskie:
- Ampezzo, Włochy
- Weiler – dzielnica Schorndorfu, Niemcy